# Drimylastis telamonia
Drimylastis telamonia är en fjärilsart som beskrevs av Edward Meyrick 1907. Drimylastis telamonia ingår i släktet Drimylastis och familjen äkta malar.
Artens utbredningsområde är Sri Lanka. Inga underarter finns listade i Catalogue of Life.